# Bennet Windinge
Bennet Windinge (27. maj 1905 i Odense – 19. juli 1986 i København) var en dansk arkitekt, der indgik i efterkrigstidens kendte tegnestue Hoff & Windinge.

## Uddannelse
Hans forældre var lærer ved, senere forstander for Odense Tekniske Skole Otto Windinge og Gerda Albinus Thomsen. Windinge blev student 1923, tømrersvend 1926 og gik på Odense Tekniske Skole, hvorfra han tog afgang 1926. Han gik på Kunstakademiets Arkitektskole 1926-36. 

## Karriere
Han var ansat hos stadsarkitekten i København, hos Kay Fisker, Axel Maar, S.C. Larsen og Vilhelm Lauritzen og drev egen tegnestue sammen med Povl Ernst Hoff fra 1942 indtil 1974 hvor tegnestuen blev omdannet til Hoff og Windinge I/S med Bent Sand Høgsberg, Poul Wested Olesen og Palle Rydahl Drost som medindehavere.
Han modtog Neuhausens Præmie 1950 (for et studenterkollegium, sammen med Povl Ernst Hoff), Eckersberg Medaillen 1952, Foreningen til Hovedstadens Forskønnelses diplom 1952, 1965 og 1970, Træprisen 1963. Desuden blev hans bygninger præmieret af Gladsaxe Kommune, Københavns Kommune og Gentofte Kommune.
Han udstillede på Charlottenborg Forårsudstilling 1931, 1943-44 og 1946-47 og på Akademisk Arkitektforenings vandreudstilling i Paris, London og Edinburgh 1949-50. 
Bennet Windinge giftede sig 11. marts 1933 i København med Edith Eckhardt-Hansen (27. oktober 1907 i Hellerup – 27. februar 1995), datter af driftinspektør Jens Christian Frantz Hansen og Gertrud Mathilde Hermine Marie Eckhardt von Eckhardtsburg.

## Værker

### I kompagniskab medPovl Ernst Hoff, seHoff & Windinge
Tekst mangler, hjælp os med at skrive teksten

### Konkurrencer
- Politikens konkurrence om småhuse (1930, 1. præmie sammen med Vagn Kaastrup)
- Administrationsbygning for Gladsaxe Kommune (2. præmie 1936)
- Psykiatrisk hospital, Augsburg (1974, 1. præmie)